# 東彼杵町立大楠小学校
東彼杵町立大楠小学校（ひがしそのぎちょうりつ おおぐすしょうがっこう、Higashisonogi Town Ogusu Elementary School）は、長崎県東彼杵郡東彼杵町菅無田（すがむた）郷にあった公立小学校。
2016年（平成28年）3月末に閉校し、東彼杵町立彼杵小学校へ統合された。

## 概要
歴史
1875年（明治8年）創立。創立141周年を迎えた2016年（平成28年）に閉校。
校訓
「理想は高く 心やさしく たくましく」
学校教育目標
「進んで学び 思いやりのある たくましい子の育成」
校章
八稜鏡の絵を背景にして、中央に校名の「大楠小」の文字（縦書き）を置いている。
校歌
作詞は堀池正夫、作曲は橋村文夫による。歌詞は3番まであり、2番に校名の「大楠」が登場する。
校区
住所表記で「長崎県東彼杵郡東彼杵町」の後に「法音寺郷、菅無田郷、坂本郷、中尾郷、太ノ原郷（一部）、遠目郷（一部）」が続く地区であった。中学校区は東彼杵町立彼杵中学校。

## 沿革
- 1875年（明治8年）2月 - 二ノ瀬の農家宅に第五大学区長崎県管下第三中学区彼杵郡の小学校として「大楠小学校」が設置される。
  - 初代訓導（教諭）は瀧口世喜治。
- 1877年（明治10年）1月 - 現在地に移転。
- 1878年（明治11年）7月22日 - 郡制の施行により、彼杵郡が東西に分割され、東彼杵郡に属することとなる。
- 1880年（明治13年）12月 - 統合により「 蔵本小学校 大楠分校」となる。
- 1881年（明治14年）5月 - 「公立中等彼杵小学校 大楠分校」に改称。
- 1886年（明治19年）
  - 5月 - 彼杵小学校から分離し、簡易科を設置の上「簡易大楠小学校」として独立。
  - 9月 - 大村（現・大村市立大村小学校前）に「長崎県第十一高等小学校」が設置される。
- 1889年（明治22年）4月 - 町村制の施行により、彼杵村立の小学校となる。
- 1892年（明治25年）
  - 7月22日 - 尋常科を設置の上、「大楠尋常小学校」に改称。
  - 9月 - 長崎県第十一高等小学校が廃止される。高等科進学希望者は彼杵尋常高等小学校に通学することになる。
- 1906年（明治39年）- 太ノ原・中山の児童、那太石権現社での教育を中止。
- 1908年（明治41年）
  - 3月25日 - 新校舎が完成。
  - 4月 - 小学校令の改正により、義務教育年限（尋常科の修業年限）が4年から6年に延長されたため、尋常科5年を新設。
- 1909年（明治42年）4月 - 尋常科6年を新設。
- 1913年（大正2年）4月 - 統合により「彼杵尋常高等小学校 大楠分教場」となる。
- 1914年（大正3年）3月31日 - 彼杵農業補習学校が再設置される。
- 1923年（大正12年）7月 - 彼杵農業補習学校大楠分教場が併置される。
- 1925年（大正14年）3月22日 - 彼杵農業補習学校に商業科が加えられたため、「彼杵実業補習学校 大楠分教場」に改称。
- 1926年（大正15年）7月 - 実業補習学校が青年訓練所として認定される。
- 1935年（昭和10年）6月1日 - 青年学校令の施行により、実業補習学校分教場が「彼杵青年学校大楠分教場」に改称。
- 1940年（昭和15年）11月3日 - 彼杵村が町制施行により彼杵町となる。これに伴い彼杵町立の小学校となる。
- 1941年（昭和16年）4月1日 - 国民学校令の施行により、「彼杵町国民学校 大楠分教場」に改称。尋常科を初等科に改める（初等科6年）。
- 1947年（昭和22年）4月1日 - 学制改革（六・三制の実施）により「彼杵町立彼杵小学校 大楠分校」となる。
- 1949年（昭和24年）4月1日 - 彼杵小学校から独立し、「彼杵町立大楠小学校」として独立。新校舎（4教室）が完成。運動場を拡張。
- 1952年（昭和27年）9月 - 校舎を増築。運動場を拡張。学校茶園が完成。
- 1958年（昭和33年）4月 - 児童数が最大の264名（6学級）を記録する。
- 1959年（昭和34年）
  - 5月1日 - 彼杵町と千綿村が合併し、東彼杵町が発足。これに伴い「東彼杵町立大楠小学校」（現校名）に改称。ピアノが寄贈される。
  - 6月22日 - 2階建て新校舎1棟が完成。
- 1966年（昭和41年）1月 - 町営簡易水道を導入。
- 1967年（昭和42年）3月 - 給食を開始。
- 1973年（昭和48年）8月 - 屋内運動場（体育館）が完成。
- 1974年（昭和49年）8月 - ジャングルジムを設置。
- 1981年（昭和56年）- 第1回教育キャンプを実施。
- 1982年（昭和57年）3月 - 鉄筋コンクリート造校舎（東校舎3階建て・西校舎2階建て）が完成。
- 1983年（昭和58年）8月 - 運動場に砂場・高鉄棒を設置。校舎と体育館の間に渡り廊下を設置。

- 1984年（昭和59年）

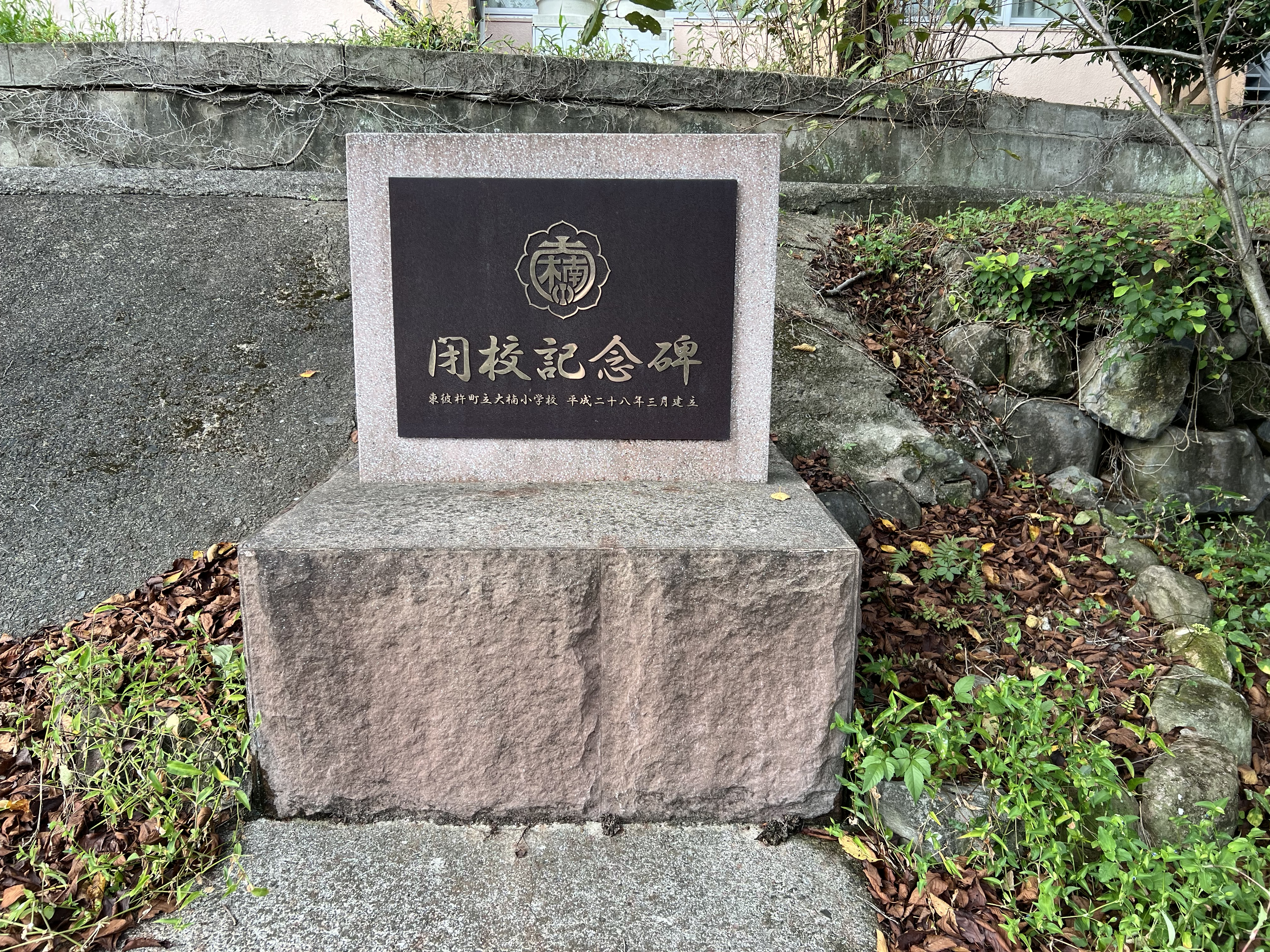
大楠小学校 閉校記念碑

  - この年 - 高原バス時刻の変更に伴い、土曜日課を3校時までとする。
  - 9月 - 体育館を改修。
- 1988年（昭和63年）7月 - プールが完成。
- 1992年（平成4年）
  - 2月5日 - この日を創立記念日に制定。
  - 3月4日 - バイキング方式による給食を実施。
  - 7月8日 - 長崎県立大村養護学校との交流学習会を実施。
- 2016年（平成28年）3月31日 - 東彼杵町立彼杵小学校への統合に伴い、閉校。

## アクセス
最寄りのバス停
- 東彼杵町営バス「大楠小学校下」バス停
- JR九州バス 「大楠」バス停

最寄りの国道・県道
- 国道34号

## 周辺
- 菅無田公民館

## 関連事項
- 長崎県小学校の廃校一覧